# Cavallol (Pinell de Solsonès)
Cavallol és una masia de Pinell de Solsonès (Solsonès) inclosa a l'Inventari del Patrimoni Arquitectònic de Catalunya.
Sembla que l'origen etimològic del topònim és la paraula àrab qabàil, que significa 'tribus', possiblement en referència a la presència de grups amazics en aquestes contrades durant l'edat mitjana, i que també hauria donat nom a altres indrets de la comarca, com ara Cavallol, El Cavall i Cavall.

## Situació
Està situada a 615 m d'altitud a l'extrem nord-oest del terme municipal, prop del de Bassella, a la solana de la serra de Cavallol. Una pista hi puja des de Madrona després de creuar la riera de Madrona. Està indicat.

## Descripció

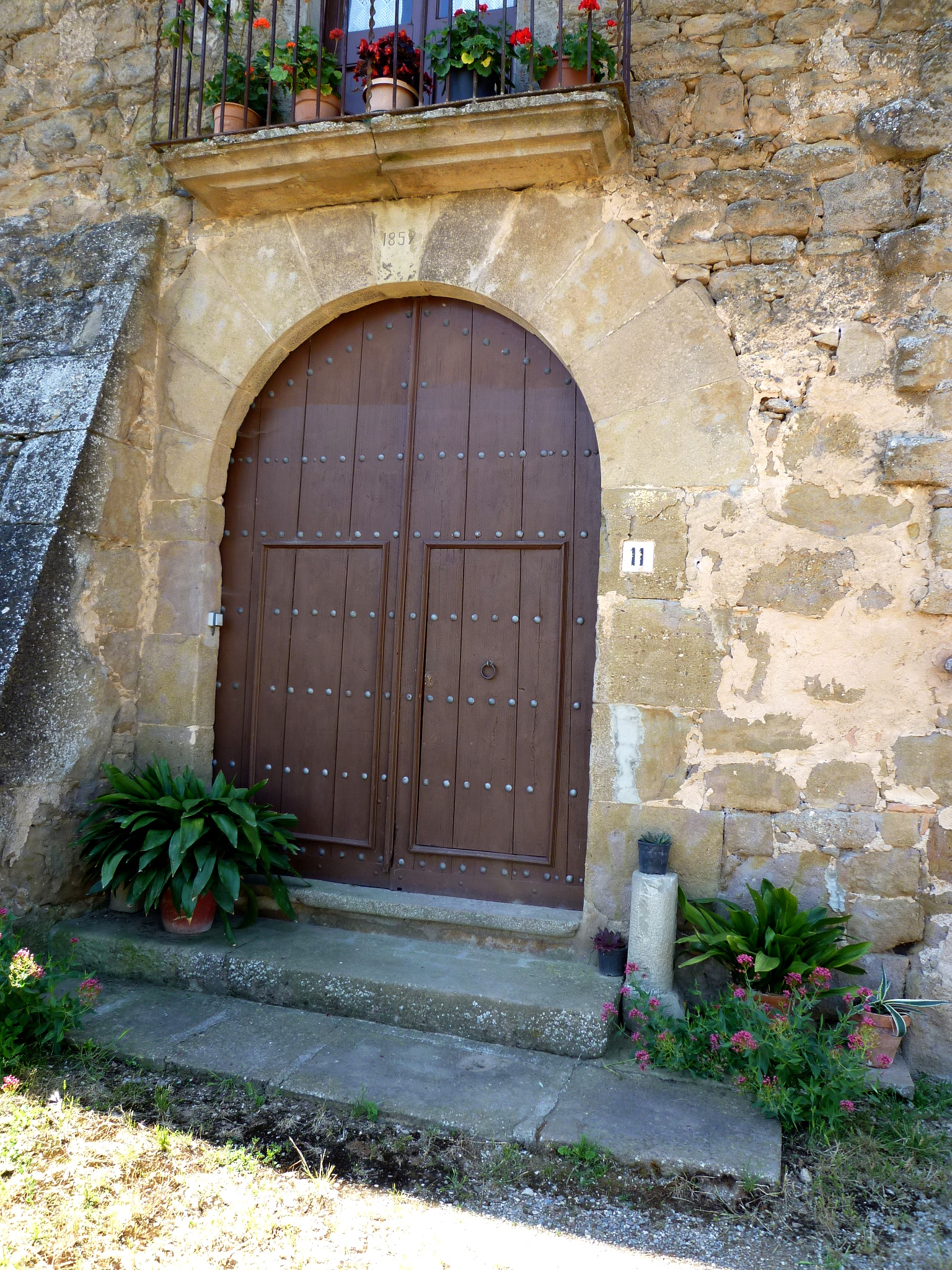
Portal

Masia de planta rectangular amb el carener paral·lel a la façana principal. Consta de planta baixa, un pis i golfes. A la planta baixa s'obre al centre una porta d'arc de mig punt adovellada i a la dreta una altra porta d'arc rebaixat. Al primer pis hi ha dos balcons al centre i una finestra a cada banda i a les golfes s'obren quatre petites finestres rectangulars.
Adossada a la masia hi ha una capella. Aquesta és de planta rectangular i està adossada per un dels seus costats curts. La porta d'entrada es troba en un dels costats llargs; és rectangular i per sobre hi ha una petita obertura circular. A l'interior hi ha una volta de guix amb llunetes pintada. Als peus hi ha un cor a un nivell superior.